# To Hell with the Devil
To Hell with the Devil és el tercer disc d'estudi de Stryper. Fou publicat el 1986 i el primer disc del seu gènere que sobrepassà el milió de còpies venudes, és a dir, disc de platí. De fet, continua sent el disc de Christian metal més venut de la història.
Al principi de la gravació el baixista Tim Gaines abandonà la banda i fou substituït per Matt Hurich, però aquest no durà gaire temps i finalment les parts de baix del disc foren cobertes pel músic de sessió Brad Cobb. A l'hora de començar la gira de presentació de l'àlbum Tim Gaines tornà a la banda.

## Llista de cançons
(Totes compostes per Michael Sweet llevat que diguem el contrari)
1. "Abyss (To Hell with the Devil)" – 1:21
2. "To Hell with the Devil" (M. Sweet, Robert Sweet) – 4:08
3. "Calling on You" – 3:59
4. "Free" (M. Sweet, R. Sweet) – 3:44
5. "Honestly" – 4:10
6. "The Way" (Oz Fox) – 3:37
7. "Sing-Along Song" – 4:21
8. "Holding On" – 4:16
9. "Rockin' the World" – 3:30
10. "All of Me" – 3:11
11. "More Than a Man" – 4:35

## Músics

### Oficials
- Michael Sweet - veu, guitarra elèctrica i acústica
- Oz Fox - guitarra elèctrica i veus
- Robert Sweet - bateria

### Col·laboradors
- Brad Cobb - baix
- John Van Tongeren - teclats

### Singles
- Free / Calling on You - Publicat el 10 de febrer de 1987 (Enigma Records 75001)
- Honestly / Sing-Along Song - Publicat el 10 d'agost de 1987 (Enigma 75009)

## Producció
- Stephan Galfas i Stryper - Productors
- Stephan Galfas i Dan Nebanzal - Enginyers de so
- Stephan i Michael Sweet - Arranjaments
- Eddy Schreyer - Mescles
- Robert Sweet - Disseny de portada
- Brian Ayuso - Direcció artística
- Ray Brown - Disseny de vestits